# آرامگاه وهاب‌الدین شفیع‌آباد
بقعه وهاب الدین شفیع‌آباد مربوط به دوره قاجار است و در شهرستان رودسر، بخش رحیم آباد روستای شفیع‌آباد واقع شده و این اثر در تاریخ ۲ آبان ۱۳۸۲ با شمارهٔ ثبت ۱۰۵۹۱ به‌عنوان یکی از آثار ملی ایران به ثبت رسیده است.